# Aeroporto de Altamira

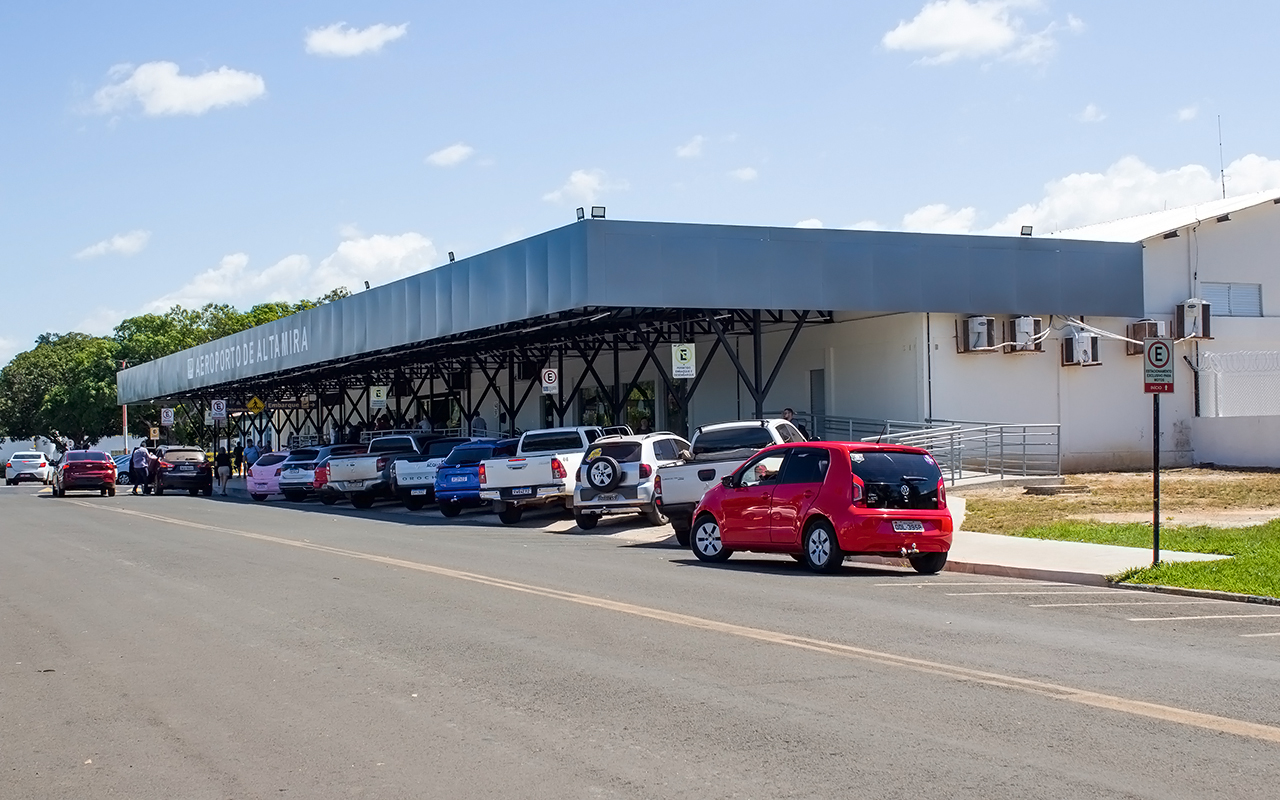
AEROPORTO DE ALTAMIRA. NO - PARÁ

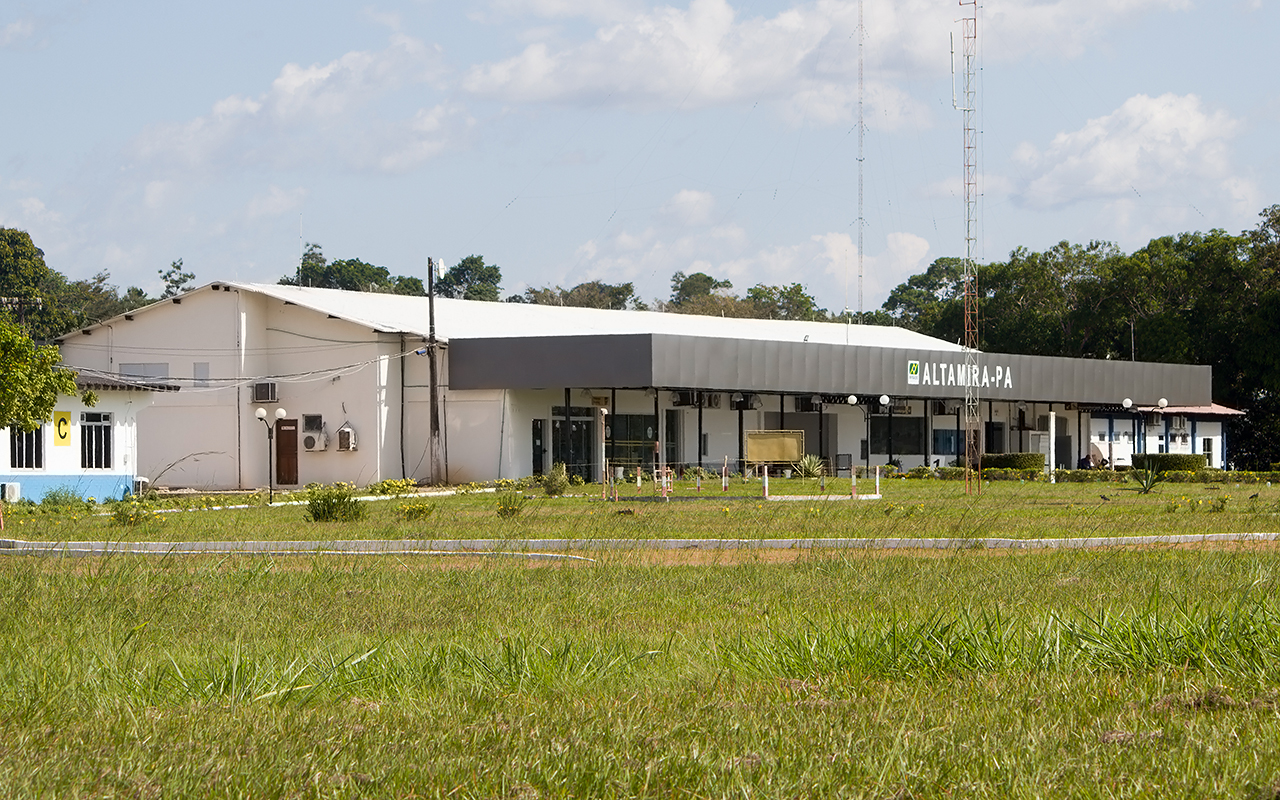
VISTA DO AEROPORTO DE ALTAMIRA - PARÁ

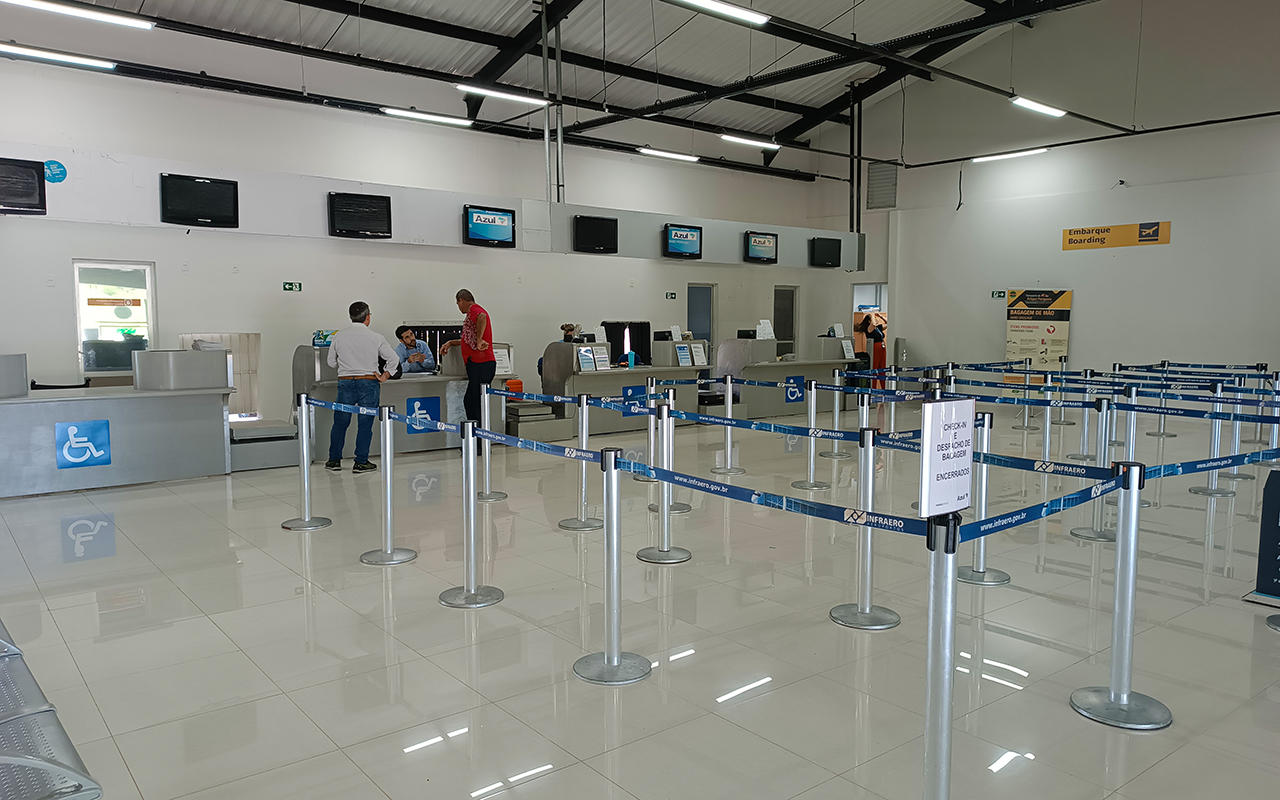
Vista interna do Aeroporto de Altamira - Pará

O Aeroporto de Altamira (IATA: ATM, ICAO: SBHT) está situado no município de Altamira, no estado do Pará.
O Aeroporto tem capacidade para atender mais de 90 mil passageiros por ano e está localizado aproximadamente a 7 km do centro da cidade. Situado em uma região com dificuldades de acesso por rodovias durante o período de chuvas, o Aeroporto de Altamira ocupa uma posição importante no sistema de transporte regional, as operações de tráfego aéreo ligam Altamira e cidades vizinhas  à capital do estado e a outras cidades do Brasil.

## Estrutura
Possui estrutura para pouso de aeronaves do porte do Boeing 737 e 727, e equipamentos de auxílio à navegação aérea que permitem operações por instrumentos em condições meteorológicas adversas.
A sua estação aeronáutica do serviço de tráfego aéreo possui equipamento de recalada (indicador de direção), pelo qual o operador da estação aeronáutica pode localizar a posição de aeronaves em aproximação e descolando. A estação de Altamira é responsável pelo maior número de operações de recalada na região Amazônica, localizando aeronaves perdidas e, por instruções via rádio, conduzindo-as para o pouso no aeroporto.

## Reformas
Devido à construção de UHE Belo Monte e decorrente aumento de movimento, o aeroporto passou por reformas que incluíram a reforma e alongamento da pista. O terminal recebeu reformas na parte externa com a construção de uma lanchonete e novos balcões de check-in.

## Serviços
Os serviços disponíveis no aeroporto incluem: área de check-in com 4 balcões, lanchonete, Rede Localiza e banheiros.

## Estatísticas

### Movimento
| Ano  | Movimento (Passageiros) | %      |
| ---- | ----------------------- | ------ |
| 2006 | 66.223                  | -      |
| 2007 | 64.772                  | 2,19%  |
| 2008 | 69.513                  | 7,32%  |
| 2009 | 70.175                  | 0,95%  |
| 2010 | 81.565                  | 16,23% |
| 2011 | 104.842                 | 28,54% |
| 2012 | 151.768                 | 44,76% |
| 2013 | 206.642                 | 36,16% |
| 2014 | 247.418                 | 19,73% |
| 2015 | 329.170                 | 33,04% |
| 2016 | 174.216                 | 47,05% |
| 2017 | 111.068                 | 36,28% |

## Complexo

#### Sítio aeroportuário
Área: 2.664.561,00 m²

#### Pátio das aeronaves
Área: 17.765 m²

#### Terminal de passageiros
Área:  648 m²

#### Estacionamento
Capacidade: 42 vagas

#### Estacionamento de aeronaves
Nº de Posições: 8 posições

### Endereço
Avenida Tancredo Neves, s/nº - Altamira - (7,5 km do centro) -  Fone: (93) 3515-1976